# Sonny Phillips
Sonny Phillips (Mobile, 7 december 1936) is een Amerikaanse souljazztoetsenist, componist en muziekpedagoog.

## Biografie
Phillips begon onder indruk van de muziek van Jimmy Smith met het orgelspel, studeerde een poos muziekpedagogie aan de DePaul University in Chicago, waar hij privé-onderricht kreeg bij Ahmad Jamal. Tijdens de jaren 1960 en 1970 speelde hij eerst bij Eddie Harris, daarna in New York met Lou Donaldson, Nicky Hill, Houston Person (Goodness!) en Gene Ammons (The Boss Is Back). In 1969 ontstond zijn debuutalbum bij Prestige Records. Er volgde een verdere reeks lp's, totdat hij zich in 1980 beperkt door kanker uit de muziekbusiness terugtrok. Begin jaren 1970 bekeerde hij zich tot de islam en trad ook op onder de naam Jalel Rushdan. Hij woonde in Los Angeles en San Diego, waar hij nog af en toe optrad en onderwees. Phillips werkte in de loop van zijn carrière mee bij opnamen van Rusty Bryant, Billy Butler, Ivan 'Boogaloo Joe' Jones, Willis Jackson, Etta Jones en Bernard Purdie.

## Discografie
- 1969: Sure 'Nuff (Prestige Records)
- 1970: Black Magic (Prestige Records)
- 1970: Black on Black (Prestige Records)
- 1976: My Black Flower (Muse Records)
- 1977: I Concentrate on You (Muse Records)

- Bibliothèque nationale de France: cb13931798g (data)
- Gemeinsame Normdatei: 13511473X
- International Standard Name Identifier: 0000 0000 5513 5034
- Library of Congress Control Number: n95034073
- MusicBrainz: 3654cfe2-fadb-4998-8e42-5200d1e2fc45
- SNAC: w6mt7gnn
- Virtual International Authority File: 17410894
- WorldCat: E39PBJpyr7TtJVx7MqyFvGjQv3